# غيريباندو تي إستيت
غيريباندو تي إستيت Giri Bandu Tea Estate هي شركة شاي كبيرة مقرها في جابا في نيبال.
تأسست في أوائل عام 1960 على يد عائلة غيري. 
وتمتلك الشركة مزارع شاي خاصة بها، وتعد واحدة من أكبر شركات الشاي في نيبال.